# Deco
Anderson Luis de Souza (São Bernardo do Campo, 27 de agosto de 1977), conocido deportivamente como Deco, es un exfutbolista y director deportivo brasileño nacionalizado portugués que jugó como mediocampista. Nacido y criado en Brasil, adquirió la nacionalidad portuguesa y jugó para selección de fútbol de Portugal. Actualmente ocupa el cargo de director deportivo del F.C. Barcelona de la Primera División de España.
Deco es uno de los pocos jugadores que ha ganado la UEFA Champions League con dos clubes, con el F. C. Porto en 2004 y el Barcelona en 2006. Fue nombrado Futbolista del Año de la UEFA y Mejor Centrocampista de la UEFA en la temporada ganadora de la Champions League con el Porto y fue nombrado Jugador del Partido en la final de la UEFA Champions League de 2004. Deco fue el primer jugador en ganar el Premio al Mejor Centrocampista de la UEFA con dos clubes, el Porto y el Barcelona. Fue galardonado con el Balón de Oro de la Copa Mundial de Clubes de la FIFA 2006 y el premio al Jugador del Partido en la final a pesar de perder contra el Internacional.
Deco obtuvo la nacionalidad portuguesa en 2002, tras cinco años de residencia en el país, y posteriormente optó por jugar con la selección nacional de Portugal. Jugó 75 partidos con la selección, participando en dos Eurocopas y dos Copas Mundiales de la FIFA, llegando a la final de la Eurocopa 2004 y logrando el cuarto puesto en la Copa Mundial de la FIFA de 2006.

## Trayectoria

### Primeros años
Deco comenzó a jugar al fútbol en los dos equipos inferiores del Bonfim, en Brasil. En 1995 debutó con 18 años en la Primera división brasileña, como jugador del Nacional de São Paulo. En ese club jugó las temporadas 1995, 1996 y 1997, antes de pasar brevemente por el Corinthians (1997) y dar el salto al fútbol europeo.
En la temporada 1997-1998, Deco llegó a Europa para jugar en el SL Benfica, pero el conjunto portugués lo cedió al Alverca, su equipo filial de la segunda división portuguesa. Después de la gran campaña que realizó, el Oporto se interesó por el jugador, pero no lo fichó directamente. Deco jugó un año, la temporada 1998-1999, en el modesto SC Salgueiros como paso previo antes de fichar por el Oporto la temporada siguiente, la 1999-2000.

### F. C. Porto
Deco jugó seis temporadas en el FC Porto llenas de éxitos, tanto colectivos como individuales, que lo catapultaron a lo más alto del fútbol portugués y europeo. A las órdenes de José Mourinho, y en un equipo lleno de titulares de la selección portuguesa como Paulo Ferreira, Costinha, Maniche o Nuno Valente, Deco conquistó tres Ligas, tres Copas de Portugal, la Copa de la UEFA de 2003 ganada al Celtic F.C. en la final de Sevilla, y la Liga de Campeones de la temporada 2003-2004 que el FC Porto ganó al AS Monaco en una final en la que Deco fue designado el mejor jugador. Su ascenso a la élite le llevó a jugar con la selección nacional de Portugal.
Situado en la cúspide del fútbol europeo, decidió cambiar de aires. Recibió numerosas y multimillonarias ofertas de grandes clubes como el Bayern de Múnich o el Chelsea F.C., equipo al que fue su entrenador del FC Porto José Mourinho. Pero Deco se decantó por una oferta del F. C. Barcelona, inferior económicamente, pero que le atrajo por el proyecto deportivo, y porque dijo que siempre había sentido simpatías por un club, el F. C. Barcelona, en el que habían triunfado grandes futbolistas brasileños como Romário, Ronaldo o Rivaldo.

### F. C. Barcelona
Llegó al F. C. Barcelona en verano de 2004 con la vitola de ser considerado la gran estrella del fútbol europeo.  Debutó en la Primera División de España el 29 de agosto de 2004 en el partido Racing de Santander 0-2 F. C. Barcelona.

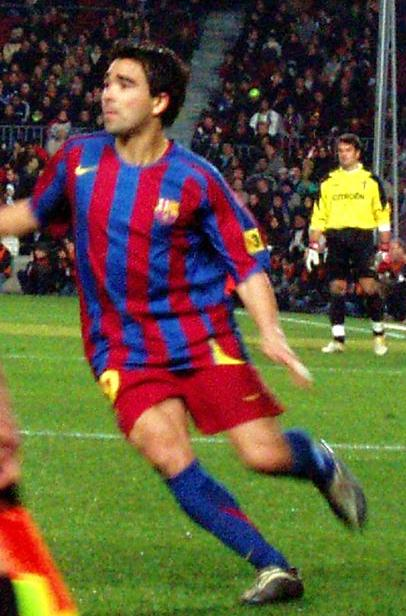
Deco jugando un partido contra el Celta de Vigo en 2005.

En el Barcelona cambió su rol respecto al que tenía en el FC Porto. De ser la estrella del equipo —papel que entonces desempeñaba Ronaldinho en el equipo azulgrana— Deco pasó a ser el centrocampista completo con obligaciones tanto en ataque como en defensa. Pese a retroceder su posición respecto al FC Porto, Deco seguía deslumbrando con sus detalles técnicos pero añadiendo una gran presión y efectividad defensiva. Hizo una gran temporada: Fue desde el primer día titular en el conjunto azulgrana, en un mediocampo compuesto por Rafael Márquez, Xavi Hernández y el propio Deco. Se convirtió en uno de los jugadores más destacados de la Liga (no solo por su gran técnica, sino también por su trabajo en la presión y el robo de balón) y, con ocho goles, contribuyó activamente a que el F. C. Barcelona se proclamase campeón de la Liga española de fútbol en la temporada 2004-2005, con el que el club catalán rompía una sequía de cinco años sin títulos. En el Barcelona, Deco se estableció como un experto en marcar goles de carambola.

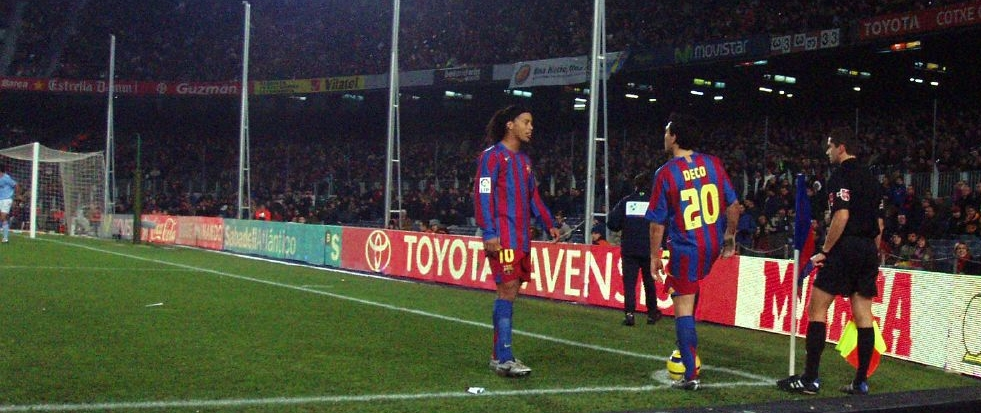
Deco sacando un córner para Ronaldinho con el F. C. Barcelona.

Además, cabe añadir que en diciembre de 2004, siendo ya jugador del F. C. Barcelona, fue distinguido con el Balón de Plata que lo valoraba como el segundo mejor jugador del fútbol europeo del año 2004, siendo solo superado por el ucraniano Andriy Shevchenko. Todo hacía pensar que lo iba a ganar Deco, debido a haber conducido al Oporto a ganar la Champions y a Portugal a llegar a la final de la Eurocopa.
Un año más tarde, en la temporada 2005-2006, conquistó la Supercopa de España y la Liga española, además de la Liga de Campeones; estando en el equipo titular en la final. Además, Deco fue elegido como el mejor jugador del torneo por parte la UEFA. Asimismo, los aficionados del F. C. Barcelona lo votaron como el segundo mejor jugador del equipo durante la temporada, por delante de jugadores como Ronaldinho, Xavi o Carles Puyol, y solo por detrás de Samuel Eto'o. Volvió a ganar la Supercopa de España en la temporada 2006-2007 ante el RCD Español, con una gran actuación en el partido de vuelta, en el que marcó dos goles.
En el año 2006 jugó con el F. C. Barcelona la final del Mundial de Clubes, perdiendo contra el Inter de Porto Alegre por 1-0, aunque se le otorgaron los premios al mejor jugador del mundial y al mejor jugador de la final. Dejó un gran recuerdo en el equipo catalán, que cuatro años después de su marcha le tributaría un homenaje junto a Seydou Keita y Sylvinho. Está considerado como uno de los mejores jugadores de la historia del club blaugrana.

### Chelsea F. C.

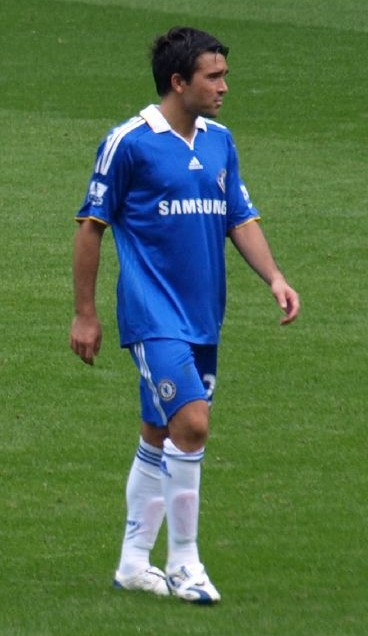
Deco en su temporada con el Chelsea.

El 30 de junio de 2008 se hizo oficial el traspaso de Deco del Barcelona al Chelsea de la Premier League de Inglaterra. El Chelsea pagó 10 millones de euros por hacerse con los servicios del jugador, firmando un contrato de tres temporadas con el conjunto inglés. Deco tuvo un arranque espectacular en la Premier League con el Chelsea, anotando dos goles en sus dos primeros partidos como blue (uno por encuentro), algo que solo han logrado dos jugadores más.
Aunque tuvo pocas participaciones, debido a las numerosas lesiones que tuvo que soportar, Deco ya no tenía la confianza del anterior entrenador Guus Hiddink, por lo que reiteró en varias ocasiones marcharse al Inter de Milán, el cual estaba entrenado por José Mourinho en ese tiempo, quien ya dirigió a Deco en el FC Porto. Sin embargo, con la llegada de Carlo Ancelotti al Chelsea, Deco se retractó y declaró que se quedaría en el Chelsea, ganando el doblete en la temporada 2009-10.

### Retorno a Brasil
En 2010, Deco decidió volver a Brasil y fichó por el Fluminense. Tuvo un éxito inmediato al proclamarse campeón del Campeonato Brasileño de 2010.
Luego de estar tres años en Fluminense, decide poner fin a una larga y exitosa carrera como futbolista.

## Selección nacional

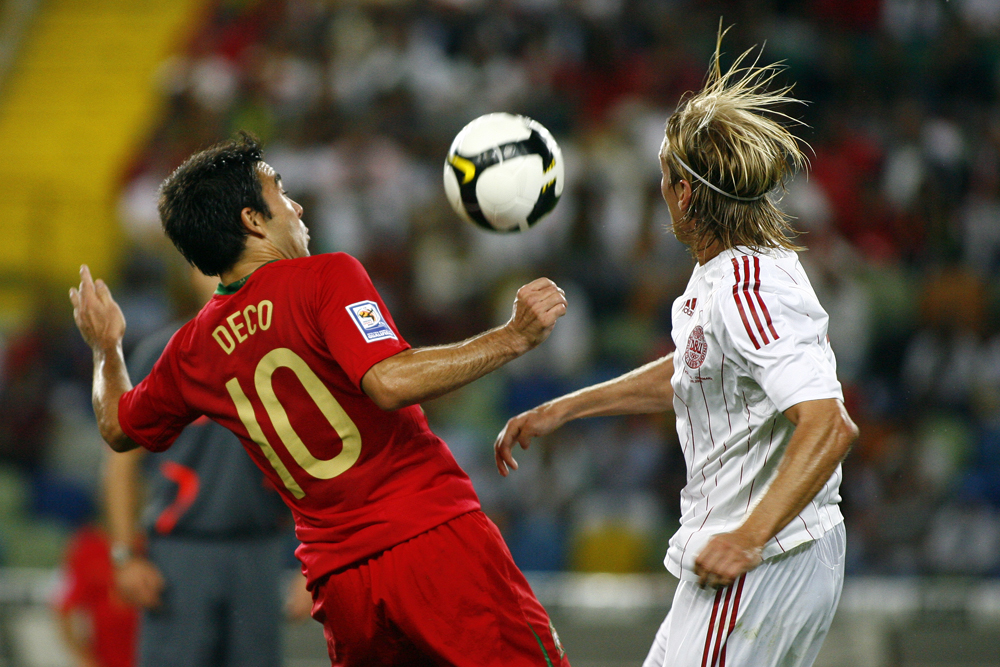
Deco con Portugal en un partido contra en 2008.

Ha sido internacional con la selección de fútbol de Portugal en 75 ocasiones. Su debut como internacional se produjo el 29 de marzo de 2003 en el partido Portugal 2:1 Brasil. En ese partido Deco fue el autor de un gol de tiro libre directo que dio la victoria a la selección portuguesa: el primer triunfo luso sobre los brasileños en 37 años.
Su estreno con la selección portuguesa estuvo envuelto por la polémica abierta por Luís Figo. El jugador del Real Madrid y capitán del combinado nacional expresó públicamente su oposición a que jugadores de origen extranjero (como Deco) jugasen con la selección de Portugal. Deco fue convocado por primera vez por Luiz Felipe Scolari una semana después de conseguir la nacionalidad portuguesa.
Participó con la selección portuguesa en la Eurocopa 2004, en la que consiguió el subcampeonato al perder la final contra Grecia por uno a cero. Deco fue elegido el mejor jugador de la final y del torneo.

### Participaciones en Copas del Mundo
| Copa              | Sede      | Resultado        | Partidos | Goles | Prom. |
| ----------------- | --------- | ---------------- | -------- | ----- | ----- |
| Copa Mundial 2006 | Alemania  | Cuarto lugar     | 4        | 1     | 0,25  |
| Copa Mundial 2010 | Sudáfrica | Octavos de final | 1        | 0     | 0,00  |
| Total             | Total     | Total            | 5        | 1     | 0,20  |

### Participaciones en Eurocopas
| Copa          | Sede            | Resultado        | Partidos | Goles | Prom. |
| ------------- | --------------- | ---------------- | -------- | ----- | ----- |
| Eurocopa 2004 | Portugal        | Subcampeón       | 6        | 2     | 0,33  |
| Eurocopa 2008 | Austria · Suiza | Cuartos de final | 3        | 1     | 0,33  |
| Total         | Total           | Total            | 9        | 3     | 0,33  |

## Estadísticas

### Clubes
| Club | Div.          | Temporada     | Liga  | Liga  | Copas nacionales(1) | Copas nacionales(1) | Copas de la Liga(2) | Copas de la Liga(2) | Torneos internacionales(3) | Torneos internacionales(3) | Otros(4) | Otros(4) | Total | Total |
| Club | Div.          | Temporada     | Part. | Goles | Part.               | Goles               | Part.               | Goles               | Part.                      | Goles                      | Part.    | Goles    | Part. | Goles |
| --- | ------------- | ------------- | ----- | ----- | ------------------- | ------------------- | ------------------- | ------------------- | -------------------------- | -------------------------- | -------- | -------- | ----- | ----- |
| S. C. Corinthians · Brasil | 1.ª           | 1996          | 2     | 0     | 0                   | 0                   | —                   | —                   | —                          | —                          | —        | —        | 2     | 0     |
| C. S. Alagoano · Brasil | 3.ª           | 1997          | 0     | 0     | 1                   | 0                   | —                   | —                   | —                          | —                          | —        | —        | 1     | 0     |
| F. C. Alverca Portugal | 2.ª           | 1997-98       | 32    | 12    | 1                   | 1                   | —                   | —                   | —                          | —                          | —        | —        | 33    | 13    |
| S. C. Salgueiros Portugal | 1.ª           | 1998-99       | 12    | 2     | 1                   | 0                   | —                   | —                   | —                          | —                          | —        | —        | 13    | 2     |
| F. C. Porto Portugal | 1.ª           | 1998-99       | 6     | 0     | 0                   | 0                   | —                   | —                   | —                          | —                          | —        | —        | 6     | 0     |
| F. C. Porto Portugal | 1.ª           | 1999-00       | 23    | 1     | 4                   | 3                   | —                   | —                   | 11                         | 3                          | —        | —        | 38    | 7     |
| F. C. Porto Portugal | 1.ª           | 2000-01       | 31    | 6     | 4                   | 0                   | —                   | —                   | 10                         | 0                          | 2        | 0        | 47    | 6     |
| F. C. Porto Portugal | 1.ª           | 2001-02       | 30    | 13    | 2                   | 0                   | —                   | —                   | 15                         | 6                          | 1        | 0        | 48    | 19    |
| F. C. Porto Portugal | 1.ª           | 2002-03       | 30    | 10    | 3                   | 1                   | —                   | —                   | 12                         | 1                          | —        | —        | 45    | 12    |
| F. C. Porto Portugal | 1.ª           | 2003-04       | 28    | 2     | 3                   | 0                   | —                   | —                   | 12                         | 2                          | 2        | 0        | 45    | 4     |
| F. C. Porto Portugal | Total club    | Total club    | 148   | 32    | 16                  | 4                   | —                   | —                   | 60                         | 12                         | 5        | 0        | 229   | 48    |
| F. C. Barcelona · España | 1.ª           | 2004-05       | 35    | 7     | 0                   | 0                   | —                   | —                   | 7                          | 2                          | —        | —        | 42    | 9     |
| F. C. Barcelona · España | 1.ª           | 2005-06       | 29    | 2     | 1                   | 0                   | —                   | —                   | 11                         | 2                          | 2        | 0        | 43    | 4     |
| F. C. Barcelona · España | 1.ª           | 2006-07       | 31    | 1     | 3                   | 0                   | —                   | —                   | 8                          | 2                          | 5        | 3        | 47    | 6     |
| F. C. Barcelona · España | 1.ª           | 2007-08       | 18    | 1     | 5                   | 0                   | —                   | —                   | 6                          | 0                          | —        | —        | 29    | 1     |
| F. C. Barcelona · España | Total club    | Total club    | 113   | 11    | 9                   | 0                   | —                   | —                   | 32                         | 6                          | 7        | 3        | 161   | 20    |
| Chelsea F. C. Inglaterra | 1.ª           | 2008-09       | 24    | 3     | 1                   | 0                   | 1                   | 0                   | 4                          | 0                          | —        | —        | 30    | 3     |
| Chelsea F. C. Inglaterra | 1.ª           | 2009-10       | 19    | 2     | 2                   | 0                   | 2                   | 1                   | 4                          | 0                          | 1        | 0        | 28    | 3     |
| Chelsea F. C. Inglaterra | Total club    | Total club    | 43    | 5     | 3                   | 0                   | 3                   | 1                   | 8                          | 0                          | 1        | 0        | 58    | 6     |
| Fluminense F. C. · Brasil | 1.ª           | 2010          | 16    | 1     | —                   | —                   | —                   | —                   | —                          | —                          | —        | —        | 16    | 1     |
| Fluminense F. C. · Brasil | 1.ª           | 2011          | 18    | 0     | 0                   | 0                   | —                   | —                   | 2                          | 1                          | 5        | 0        | 25    | 1     |
| Fluminense F. C. · Brasil | 1.ª           | 2012          | 17    | 1     | 0                   | 0                   | —                   | —                   | 8                          | 1                          | 11       | 3        | 36    | 5     |
| Fluminense F. C. · Brasil | 1.ª           | 2013          | 5     | 0     | 1                   | 0                   | —                   | —                   | 3                          | 0                          | 5        | 0        | 14    | 0     |
| Fluminense F. C. · Brasil | Total club    | Total club    | 56    | 2     | 1                   | 0                   | —                   | —                   | 13                         | 2                          | 21       | 3        | 91    | 7     |
| Total carrera | Total carrera | Total carrera | 406   | 64    | 32                  | 5                   | 3                   | 1                   | 113                        | 20                         | 33       | 6        | 588   | 96    |
| (1) Incluye datos de la Copa de Brasil (1997-13), Copa de Portugal (1997-04), Copa del Rey (2005-08) y FA Cup (2008-10). (2) Incluye datos de la Copa de la Liga de Inglaterra (2008-10). (3) Incluye datos de la Liga de Campeones (1999-10), Copa de la UEFA (2000-03) y Copa Libertadores (2011-13). (4) Incluye datos de la Supercopa de Portugal (2000-03), Supercopa de Europa (2003-06), Supercopa de España (2005-06), Copa Mundial de Clubes (2006), Community Shield (2009) y Campeonato Carioca (2011-13). |               |               |       |       |                     |                     |                     |                     |                            |                            |          |          |       |       |

## Palmarés

### Campeonatos estatales
| Título              | Club             | Estado         | Año  |
| ------------------- | ---------------- | -------------- | ---- |
| Campeonato Alagoano | C. S. Alagoano   | Alagoas        | 1997 |
| Taça Guanabara      | Fluminense F. C. | Río de Janeiro | 2012 |
| Campeonato Carioca  | Fluminense F. C. | Río de Janeiro | 2012 |

### Campeonatos nacionales
| Título                | Club             | País       | Año  |
| --------------------- | ---------------- | ---------- | ---- |
| Primeira Divisão      | F. C. Porto      | Portugal   | 1999 |
| Copa de Portugal      | F. C. Porto      | Portugal   | 2000 |
| Copa de Portugal      | F. C. Porto      | Portugal   | 2001 |
| Supercopa de Portugal | F. C. Porto      | Portugal   | 2001 |
| Primeira Liga         | F. C. Porto      | Portugal   | 2003 |
| Copa de Portugal      | F. C. Porto      | Portugal   | 2003 |
| Supercopa de Portugal | F. C. Porto      | Portugal   | 2003 |
| Primeira Liga         | F. C. Porto      | Portugal   | 2004 |
| Campeonato de Liga    | F. C. Barcelona  | España     | 2005 |
| Supercopa de España   | F. C. Barcelona  | España     | 2005 |
| Campeonato de Liga    | F. C. Barcelona  | España     | 2006 |
| Supercopa de España   | F. C. Barcelona  | España     | 2006 |
| FA Cup                | Chelsea F. C.    | Inglaterra | 2009 |
| Community Shield      | Chelsea F. C.    | Inglaterra | 2009 |
| Premier League        | Chelsea F. C.    | Inglaterra | 2010 |
| FA Cup                | Chelsea F. C.    | Inglaterra | 2010 |
| Brasileirão           | Fluminense F. C. | Brasil     | 2010 |
| Brasileirão           | Fluminense F. C. | Brasil     | 2012 |

### Campeonatos internacionales
| Título            | Club            | Sede          | Año  |
| ----------------- | --------------- | ------------- | ---- |
| Copa de la UEFA   | F. C. Porto     | Sevilla       | 2003 |
| Liga de Campeones | F. C. Porto     | Gelsenkirchen | 2004 |
| Liga de Campeones | F. C. Barcelona | París         | 2006 |

### Distinciones individuales
| Distinción                                             | Año  |
| ------------------------------------------------------ | ---- |
| Mejor jugador de la final de la Liga de Campeones      | 2004 |
| Segundo puesto en el Balón de Oro                      | 2004 |
| Mejor centrocampista de la Liga de Campeones           | 2006 |
| Mejor jugador de la Copa Mundial de Clubes             | 2006 |
| Mejor jugador de la final de la Copa Mundial de Clubes | 2006 |

## Vida personal
Se ha casado con dos mujeres (Cila y Jaciara), pero desde 2009 está divorciado. Tiene tres hijos, cuyos nombres lleva tatuados en el brazo izquierdo.